# Halyna Hutchins
Pour les articles homonymes, voir Hutchins.
Halyna Hutchins (en ukrainien : Галина Хатчінс (Halyna Hatchyns)) est une directrice de la photographie américaine d'origine ukrainienne, née Androsovych (en ukrainien : Андросович) en 1979 à Horodets (en) en Ukraine soviétique et morte accidentellement le 21 octobre 2021 à Albuquerque (Nouveau-Mexique).
Elle a travaillé sur plus de trente films, courts-métrages et séries télévisées dont Archenemy, Darlin' et Blindfire.
Elle meurt lors du tournage d'un western près de Santa Fe, tuée accidentellement par l'acteur Alec Baldwin, l'arme utilisée par l'acteur, contenant des balles réelles alors qu'elle était censée être chargée à blanc, n'ayant pas été vérifiée.

## Biographie

### Enfance
Née Halyna Androsovych en 1979, à Horodets (en) dans l’oblast de Jytomyr en république socialiste soviétique d'Ukraine (URSS), Halyna Hutchins grandit à Mourmansk dans une base militaire de l'URSS située en Arctique.

### Carrière
Avant de devenir directrice de la photographie, elle travaille en tant que journaliste en Europe de l'Est : elle s’intéresse aux histoires individuelles des personnes qu’elle rencontre ; sa mutation vers le cinéma se dessine lorsqu’elle est employée par un film britannique tourné en Europe orientale.
Ayant en référence des incursions dans de petits tournages pour des sports extrêmes (parachutisme, spéléologie), elle s'établit aux États-Unis pour se dédier au travail cinématographique ainsi qu'à la photographie de mode. De 2013 à 2015, elle étudie à l'American Film Institute Conservatory (en), où sa formation est influencée par Stephen Lighthill. Son projet de thèse, Hidden, réalisé avec le metteur en scène Rayan Farzad, est projeté lors du festival international Camerimage.
En 2018, elle fait partie des huit femmes directrices de la photographie participant au programme « DP Lab » de la Fox, destiné à promouvoir les directrices de la photographie.
En 2020, elle est directrice de la photographie du film Archenemy d'Adam Egypt Mortimer (en).
Elle a travaillé pour plus de trente films, courts-métrages et séries télévisées dont Darlin' (en) et Blindfire.

### Mort accidentelle sur son lieu de travail
Le 21 octobre 2021, l'acteur Alec Baldwin blesse accidentellement Halyna Hutchins par balle lors du tournage du film Rust avec une arme à feu censée être chargée à blanc,. Elle était présente sur le plateau situé à Santa Fe en tant que directrice de la photographie. Elle est transportée à l'hôpital d'Albuquerque, où sa mort est constatée,. Le metteur en scène Joel Souza se trouve également blessé,,. Cette tragédie fait écho à celle de Brandon Lee, tué accidentellement par un tir de revolver au cours du tournage du film The Crow en 1993,.

## Vie personnelle
Halyna Androsovych a épousé Matthew Hutchins — son aîné de six ans — aux États-Unis, avec qui elle a eu un fils Andros, né vers 2012,.

## Filmographie
- Snowbound (2017)[14]
- A Luv Tale: The Series (2018-2021)[15]
- Darlin' (en) (2019)[14]
- Archenemy (2020)[14]
- Blindfire[16]
- To the New Girl (2020)
- The Mad Hatter (2021)[16]
- Rust (en cours de tournage)[14]